# Liste der Kulturdenkmale in Pesterwitz
Die Liste der Kulturdenkmale in Pesterwitz enthält alle Kulturdenkmale des Freitaler Stadtteils Pesterwitz. Die Anmerkungen sind zu beachten.
Diese Liste ist eine Teilliste der Liste der Kulturdenkmale in Freital.

## Legende
- Bild: Bild des Kulturdenkmals, ggf. zusätzlich mit einem Link zu weiteren Fotos des Kulturdenkmals im Medienarchiv Wikimedia Commons. Wenn man auf das Kamerasymbol klickt, können Fotos zu Kulturdenkmalen aus dieser Liste hochgeladen werden:
- Bezeichnung: Denkmalgeschützte Objekte und ggf. Bauwerksname des Kulturdenkmals
- Lage: Straßenname und Hausnummer oder Flurstücknummer des Kulturdenkmals. Die Grundsortierung der Liste erfolgt nach dieser Adresse. Der Link (Karte) führt zu verschiedenen Kartendiensten mit der Position des Kulturdenkmals. Fehlt dieser Link, wurden die Koordinaten noch nicht eingetragen. Sind diese bekannt, können sie über ein Tool mit einer Kartenansicht einfach nachgetragen werden. In dieser Kartenansicht sind Kulturdenkmale ohne Koordinaten mit einem roten bzw. orangen Marker dargestellt und können durch Verschieben auf die richtige Position in der Karte mit Koordinaten versehen werden. Kulturdenkmale ohne Bild sind an einem blauen bzw. roten Marker erkennbar.
- Datierung: Baubeginn, Fertigstellung, Datum der Erstnennung oder grobe zeitliche Einordnung entsprechend des Eintrags in der sächsischen Denkmaldatenbank
- Beschreibung: Kurzcharakteristik des Kulturdenkmals entsprechend des Eintrags in der sächsischen Denkmaldatenbank, ggf. ergänzt durch die dort nur selten veröffentlichten Erfassungstexte oder zusätzliche Informationen
- ID: Vom Landesamt für Denkmalpflege Sachsen vergebene, das Kulturdenkmal eindeutig identifizierende Objekt-Nummer. Der Link führt zum PDF-Denkmaldokument des Landesamtes für Denkmalpflege Sachsen. Bei ehemaligen Kulturdenkmalen können die Objektnummern unbekannt sein und deshalb fehlen bzw. die Links von aus der Datenbank entfernten Objektnummern ins Leere führen. Ein ggf. vorhandenes Icon  führt zu den Angaben des Kulturdenkmals bei Wikidata.

## Liste der Kulturdenkmale
| Bild           | Bezeichnung                                                | Lage                                     | Datierung | Beschreibung | ID       |
| -------------- | ---------------------------------------------------------- | ---------------------------------------- | --- | --- | -------- |
|                | Sachgesamtheit Jochhöhschlösschen                          | Am Jochhöh 42d (Karte)                   | 1795–1797 (Schlossanlage); 1795–1797 (Sachgesamtheit) | Sachgesamtheit Jochhöhschlösschen mit den Einzeldenkmalen: Weinbergschloss mit zwei nach 1952 neu gebauten Seitenflügeln, zwei Nebengebäude (ehem. Kutscherhaus und Stallgebäude), Einfriedung und Mauern, Allee sowie ehemaliger Weinberg (z. T. Sachgesamtheitsteil) (Einzeldenkmal ID-Nr. 08964181) und dem Garten (Gartendenkmal); baugeschichtliche Relevanz, landschaftsbildprägend.                                                               | 09301349 |
| Weitere Bilder | Jochhöhschlösschen                                         | Am Jochhöh 42d (Karte)                   | 1795–1797 (Schloss) | Einzeldenkmale der Sachgesamtheit Jochhöhschlösschen: Weinbergschloss mit zwei 1952 ff. neu gebauten Seitenflügeln, zwei Nebengebäude (ehem. Kutscherhaus und Stallgebäude), Einfriedung und Mauern (Sachgesamtheit ID-Nr. 09301349); baugeschichtliche Relevanz, landschaftsbildprägend | 08964181 |
|                | Keller des Hauses                                          | An der Winzerei 1a (Karte)               | um 1850 (Keller) | Keller des Hauses | 08964175 |
|                | Wohnstallhaus und Seitengebäude eines Bauernhofes          | An der Winzerei 1b (Karte)               | 1. Hälfte 19. Jh. (Bauernhof); 2. Hälfte 19. Jh. (Bauernhof) | Wohnstallhaus und Seitengebäude eines Bauernhofes; beide Gebäude Fachwerk, u. a. baugeschichtlich von Bedeutung | 08964177 |
|                | Müllerscher Weinberg                                       | An der Winzerei (Karte)                  | 2. Hälfte 18. Jh. (Weinberg); bez. 1759 Ost-Seite (Weinbergmauer); bez. 1838 Nord/West-Seite (Weinbergmauer) | Historischer Weinberg mit Einfriedung und kleinem Gebäude; besondere ortsgeschichtliche Bedeutung | 09299920 |
| Weitere Bilder | Vier Seiten eines ehemaligen Gutshofes                     | Dorfplatz 1, Gutshof 1, 2, 3 (Karte)     | 18. Jh., straßenseitiges Gebäude, Kern vor 1650 (Gut) | Vier Seiten eines ehemaligen Gutshofes, mit Einfriedung; Bedeutung für Ortsbild und -geschichte | 08964179 |
|                | Ehem. Wohnstallhaus                                        | Dorfplatz 3 (Karte)                      | vorwiegend 19. Jh. (Wohnstallhaus) | Ehem. Wohnstallhaus eines Bauernhofes (Einheit mit Nr. 4); Obergeschoss zum Teil noch Fachwerk, baugeschichtlich von Bedeutung, entscheidend ortsbildprägend | 09303649 |
|                | Wohnstallhaus                                              | Dorfplatz 4 (Karte)                      | bez. 1818 (Wohnstallhaus) | Wohnstallhaus eines ehemaligen Bauernhofes (Einheit mit Nr. 3); Obergeschoss Fachwerk, baugeschichtlich von Bedeutung und ortsbildprägend | 08964171 |
|                | Wohnhaus                                                   | Dorfplatz 10 (Karte)                     | 2. Hälfte 19. Jh. (Wohnhaus) | Wohnhaus; baugeschichtlich von Bedeutung und platzbildprägend | 08963903 |
|                | Wohnhaus                                                   | Freitaler Straße 9 (Karte)               | bez. 1838 (Wohnhaus) | Wohnhaus; Fachwerk in beiden Stockwerken, baugeschichtliche Bedeutung | 08964180 |
|                | Aussegnungshalle                                           | Parkweg (Karte)                          | 1902 (Aufbahrungshalle) | Aussegnungshalle; historisierender Putzbau mit aufwändigem Portal, ortsgeschichtlich von Bedeutung | 08964172 |
|                | Grabstätte                                                 | Zum Weinberg (Karte)                     | um 1900 (Grabmal) | Grabstätte Beger und Mende; historische Familiengräber, ortsgeschichtlich von Bedeutung | 08960510 |
|                | Wohnhaus                                                   | Zur Jakobuskirche 1 (Karte)              | 18. Jh. (Wohnhaus) | Wohnhaus; bild- und strukturprägend, baugeschichtlich von Bedeutung | 08963930 |
|                | Alte Schule                                                | Zur Jakobuskirche 2 (Karte)              | bez. 1838 (Diakonat) | Diakonat und Kirchschule; Obergeschoss Fachwerk, baugeschichtlich und ortsgeschichtlich von Bedeutung | 08964174 |
|                | Pfarrhaus                                                  | Zur Jakobuskirche 3 (Karte)              | um 1880 (Pfarrhaus) | Pfarrhaus mit Pfarrgarten; von bau- und ortsgeschichtlicher Bedeutung | 08960541 |
| Weitere Bilder | Sachgesamtheit St. Jacobuskirche mit Kirchhof und Friedhof | Zur Jakobuskirche / Zum Weinberg (Karte) | 1779–1906 (Sachgesamtheit) | Sachgesamtheit St. Jacobuskirche mit Kirchhof und Friedhof mit den Einzeldenkmalen: St. Jakobuskirche mit Kirchhof, Einfriedung mit Torbogen, auf dem Kirchhof »Tränenopfer«, Grufthaus, Kriegerdenkmal, drei Grabstellen sowie die Lucknerkapelle (siehe auch Einzeldenkmaldokument – ID-Nr 08964173), Friedhof mit Einfriedung, darin Alleen und Solitärbäume (Gartendenkmale); geschichtliche, künstlerische und landschaftsgestalterische Bedeutung. | 09301348 |
| Weitere Bilder | St.-Jakobus-Kirche                                         | Zur Jakobuskirche (Karte)                | 16. Jh. (Spolie – rückwärtiges Portal); 1906 (Kirche); 1850er Jahre (Lucknerkapelle), Grabplatte bez. 1859; um 1770 (Tränenopfer); um 1800 (Grabstelle Kühne); Ende 19. Jh. (Grabstelle Max Dathe von Burgk); ca. 1779 (Grufthaus) | Einzeldenkmale der Sachgesamtheit: St.-Jakobus-Kirche mit Kirchhof, Einfriedung mit Torbogen, auf dem Kirchhof »Tränenopfer«, Grufthaus, Kriegerdenkmal sowie drei Grabstellen und die Lucknerkapelle (Sachgesamtheit ID-Nr. 09301348); geschichtliche, künstlerische und landschaftsgestalterische Bedeutung | 08964173 |

## Ausführliche Denkmaltexte
1. ↑  
Das Jochhöhschlösschen bei Niederpesterwitz, einen Kilometer außerhalb von Pesterwitz gelegen, ist ein 1795-97 durch den Freiherrn Carl Albrecht von Nimptsch errichtetes, massives Weinberg- und Sommerschlösschen des Rokoko mit drei Geschossen, wobei das dritte Geschoss in das eindrucksvolle, steile Mansarddach mit Dachreiter und Wetterfahne integriert ist;  1952-54 wurden die zwei niedrigeren Seitenflügel, ebenfalls mit Mansardwalmdach, neu errichtet; der Eingangsbalkon des zentralen Kubus sowie die Freitreppe zu dessen überhaustem Eingang wurden in den 1970er Jahren entfernt. Senkrecht zu den Seitenflügeln befinden sich symmetrisch die niedrigeren (eingeschossig mit Drempel) Gebäude des Kutscherhauses und Stalles, die Krüppelwalmdächer mit Fledermausgaupen besitzen. Zahlreiche Einfriedungen und Stützmauern kennzeichnen die Anlage. Zur Talseite leitet unter dem Balkon des zentralen Gebäudes ein mauergefasstes Plateau zum terrassierten Garten und dem ins Weißeritztal abfallenden Weinberg über. Dieser wird von Baumgruppen und Solitärbäumen begrenzt. Das Anwesen, das sich im 19. Jahrhundert auch im Besitz des größten Montanunternehmers im Freitaler Raum, Dathe von Burgk, befand, zeigt nicht nur das baugeschichtlich wichtigste Freitaler Gebäude um 1800, sondern ist auch ein Gartendenkmal von Bedeutung und durch seine exponierte Lage über dem Weißeritztal eine Landmarke. Auch von der Nordseite erweist es sich, zusammen mit einer Lindenallee, die zum Cour d´honneur führt, als bildprägend (LfD/2012).
2. ↑  
Die Kirche mit vorgelagertem Ostturm, ein Putzbau im Reformstil mit Neorenaissanceelementen, wurde 1906 nach Plänen von Woldemar Kandler an der Stelle des Vorgängerbaus aus dem 16. Jh. errichtet (insgesamt vierte Kirche an dieser Stelle); von diesem Bau wurde ein gotisches Portal als Spolie in den Neubau integriert. Am dominanten Turm mit Welscher Haube und Laterne ein ornamentiertes Rundbogenportal aus rotem Sandstein, im Schlussstein das Auferstehungssymbol eines Pelikans. Der Emporensaal (eingeschossige Emporen an drei Seiten) ist von einer von Gurtbögen  getragenen Tonne mit Stichkappen überwölbt; Jacobuskapelle mit Patronatsloge; Jugendstilfenster mit Darstellung Jacobus d. Ä., Altar mit Gemälde von Robert Sterl, Kanzel und Orgelprospekt von Jahn aus Holz bauzeitliche Neorenaissance, Sandsteintaufe von 1580, Altargemälde Abendmahl 17. Jh., Bildnisse der Pfarrer Achatius Andreas und Joh.Gottfried Thomae (Großvater und Vater des Hofbildhauers Benjamin Thomae), Sandsteingrabplatte des Pfarrers Gabriel Viehweger bez.1637. Auf dem Kirchhof mit Einfriedung und geschwungenem Torbogen sowie zwei Rotbuchen ein Kriegerdenkmal Erster Weltkrieg und das Grufthaus der Familie Opitz, an dessen östlicher Außenwand sich nun das „Sechsfache Tränenopfer“ für die sechs verstorbenen Kinder des Pfarrerehepaares befindet, ein großes spätbarockes Sandsteinmonument mit Putten und Rocailles, ca. 1770, von künstlerischem Wert. Unweit auch die eingefriedete klassizistische Grabstelle Kühne (Müller der Hofmühle in Potschappel) um 1800, die eingefriedete Grabstelle Max Dathe von Burgk mit Grabplatte (Galvanoplastik) und zwei Kreuzen (Ende 19. Jh.) und die Grabstelle Pfarrer Merker (zwei kleine Kreuze). Auf dem nördlich angrenzenden Friedhof die Lucknerkapelle aus Werksteinquadern als Grabkapelle der Familie Luckner, früher Historismus der 1850er Jahre, außen neuromanisch mit Madonnenrelief im Tympanon, innen Neurenaissance (Altar mit Grabplatte), Tonnengewölbe mit kassettierten Feldern und (späterem) Jugendstilornament.
Ensemble von geschichtlicher, baugeschichtlicher und künstlerischer Bedeutung, durch die exponierte Lage der Kirche mit ihrem 40 Meter hohen Turm auch landschaftsgestalterische Relevanz (LfD/2012).